# Asperity Mountain
Der Asperity Mountain ist ein Berg in der kanadischen Provinz British Columbia mit einer Höhe von 3716 m. Er liegt im Cariboo Regional District, zwischen dem Tellot-Gletscher im Norden und dem Tiedemann-Gletscher im Süden, in der Waddington Range, einer Teilkette der Pacific Ranges. Die Schlucht des Homathko River verläuft von Nord nach Süd östlich des Berges; der Fluss entwässert den Berg und die Gletscher zum Pazifik hin.
Der Name „Asperity“ bedeutet so viel wie „(Oberflächen-)Unebenheit, Schroffheit“. Er wurde offiziell am 23. Februar 1978 angenommen, obwohl er bereits 1929 durch Don Munday so verwendet wurde.
Der Asperity Mountain wird als „schöner, hoher, scharfer Gipfel“ beschrieben, mit dem Mount Tiedemann im Westen und den Serra Peaks im Osten. Seine Südseite wird als felsig beschrieben. Im Norden gibt es einen Eisbruch vom Radiant Glacier, einem Abzweig des Tellot Glacier.